# Jeanette Klintberg
Jeanette Maria Kerstin Klintberg, född 25 februari 1968 i Stockholm, är en svensk rollsättare för film och TV. Hon rollsatte sin första film 2005.
Klintberg belönades med en Guldbagge för sina träffsäkra val av skådespelare i Snabba Cash på Guldbaggegalan 2011.

## Filmografi

### Som rollsättare
- 2005 - Lasermannen
- 2006 - Fritt fall
- 2007 - Solstorm
- 2007 - Upp till kamp
- 2009 - Bröllopsfotografen
- 2010 - Svinalängorna
- 2010 - Ond tro
- 2010 - Snabba Cash
- 2010 - Himlen är oskyldigt blå
- 2010 - Puss
- 2012 - Snabba Cash II
- 2012 - Call Girl
- 2013 - Skumtimmen
- 2014 - Gentlemen
- 2016 - Det mest förbjudna
- 2016 - Den allvarsamma leken
- 2016 - Gentlemen & Gangsters
- 2017 - Sameblod
- 2018 - Unga Astrid
- 2019 - Eld & lågor
- 2020 - Charter